# Zweden op het Eurovisiesongfestival 1988
Melodifestivalen 1988 was de 27ste editie van de liedjeswedstrijd die de Zweedse deelnemer voor het Eurovisiesongfestival oplevert. Er werden 1100 liedjes ingestuurd. De winnaar werd bepaald door de regionale jury's.

## Uitslag
| Nr. | Artiest                        | Lied                 | Songwriters                                                   | Ptn | Plaats |
| --- | ------------------------------ | -------------------- | ------------------------------------------------------------- | --- | ------ |
| 1   | Karin Ljung & Michael Nannini  | Säg är det sant?     | Karin Ljung, Michael Nannini                                  | -   | -      |
| 2   | Uffe Persson                   | Nästa weekend        | Ingela 'Pling' Forsman, Lasse Holm                            | -   | -      |
| 3   | All Of A Sudden                | Dansa med vindarna   | Paul Kvanta, Fredrik Möller                                   | 26  | 5de    |
| 4   | Billy Gezon                    | Måndag i mitt liv    | Ulf Nordquist                                                 | -   | -      |
| 5   | Haakon Pedersen                | Bang, en explosion   | Monica Forsberg, Bertil Engh                                  | 33  | 4de    |
| 6   | Annica Burman                  | I en ding ding värld | Bruno Glenmark, Lars Andersson                                | 19  | 6de    |
| 7   | Sten Nilsson & Nilsonettes     | Kärlek är...         | Monica Forsberg, Ebbe Nilsson, Sten Nilsson, Vidar Alsterberg | -   | -      |
| 8   | Lena Philipsson                | Om igen              | Ingela 'Pling' Forsman, Bobby Ljunggren                       | 55  | 2de    |
| 9   | Siw Malmkvist                  | Det är kärlek        | Susanne Wigforss, Jonas Warnerbring                           | -   | -      |
| 10  | Paul Rein                      | Bara du och jag      | Paul Rein                                                     | -   | -      |
| 11  | Tommy Körberg                  | Stad i ljus          | Py Bäckman                                                    | 84  | 1ste   |
| 12  | Lotta Engberg & Triple & Touch | 100%                 | Monica Forsberg, Torgny Söderberg                             | 47  | 3de    |

### Jurering
| Lied                 | Luleå | Örebro | Karlstad | Umeå) | Norrköping | Falun | Växjö | Göteborg | Sundsvall | Stockholm | Malmö | Totaal |
| -------------------- | ----- | ------ | -------- | ----- | ---------- | ----- | ----- | -------- | --------- | --------- | ----- | ------ |
| Dansa med vindarna   | 2     | 4      | 3        | 1     | 1          | 4     | 1     | 2        | 2         | 4         | 2     | 26     |
| Bang, en explosion   | 3     | 3      | 2        | 2     | 6          | 2     | 4     | 3        | 3         | 2         | 3     | 33     |
| I en ding ding värld | 1     | 1      | 1        | 4     | 3          | 1     | 2     | 1        | 1         | 3         | 1     | 19     |
| Om igen              | 6     | 6      | 6        | 6     | 4          | 3     | 6     | 4        | 4         | 6         | 4     | 55     |
| Stad i ljus          | 8     | 8      | 8        | 8     | 8          | 8     | 8     | 6        | 6         | 8         | 8     | 84     |
| 100%                 | 4     | 2      | 4        | 3     | 2          | 6     | 3     | 8        | 8         | 1         | 6     | 47     |

## In Dublin
In Ierland moest Zweden optreden als tweede, na IJsland en voorafgaand aan Finland. Aan het einde van de puntentelling was Zweden 12de geworden met een totaal van 52 punten. Men kreeg 1 keer het maximum van de punten. Men ontving van België 1 punt en van Nederland 8 punten.

### Gekregen punten

#### Finale
| 12 punten   | 10 punten | 8 punten                 | 7 punten              | 6 punten |
| ----------- | --------- | ------------------------ | --------------------- | -------- |
| - Noorwegen | - Italië  | - Denemarken - Nederland |                       |          |
| 5 punten    | 4 punten  | 3 punten                 | 2 punten              | 1 punt   |
| - Ierland   |           | - IJsland - Luxemburg    | - Verenigd Koninkrijk | - België |

### Punten gegeven door Zweden

#### Finale
Punten gegeven in de finale:
| 12 punten | Zwitserland         |
| 10 punten | Luxemburg           |
| 8 punten  | Noorwegen           |
| 7 punten  | Ierland             |
| 6 punten  | Joegoslavië         |
| 5 punten  | Verenigd Koninkrijk |
| 4 punten  | Turkije             |
| 3 punten  | Denemarken          |
| 2 punten  | Frankrijk           |
| 1 punt    | IJsland             |